# Allsvenskan de 2005
A Primeira Divisão do Campeonato Sueco de Futebol da temporada 2005, denominada oficialmente de Allsvenskan 2005, foi a 81º edição da principal divisão do futebol sueco. O campeão foi o Djurgårdens IF que conquistou seu 11º título nacional e se classificou para a Liga dos Campeões da UEFA de 2006-07.

## Premiação
| Allsvenskan 2005                    |
| Sweden                              |
| ----------------------------------- |
| DJURGÅRDENS IF Campeão (11º título) |